# Gregorios Antiochos
Gregorios Antiochos (griechisch Γρηγόριος Ἀντίοχος; * um 1125; † nach 1199) war ein byzantinischer Beamter und Autor. Seine erhaltenen Schriften umfassen Lobreden, Grabreden, Trostreden und Briefe.

## Leben
Gregorios Antiochos entstammte einer Familie, die seit dem 11. Jahrhundert in Konstantinopel nachgewiesen ist. Sein Vater hieß Paulos Antiochos, starb um 1177 und gründete zu seinen Lebzeiten ein kleines Frauenkloster. Gregorios Antiochos selbst dürfte um 1125 geboren sein. Er war kein Einzelkind, aber wohl der einzige Sohn seiner Eltern.
Drei der Lehrer von Gregorios Antiochos sind namentlich bekannt: Nikolaos Kataphloron, Eustathios von Thessalonike und Nikolaos Hagiotheodorites. Mit dem Bischof und Schriftsteller Eustathios von Thessalonike stand Gregorios später in brieflichem Austausch; vier Briefe an Eustathios und ein Brief an Gregorios sind erhalten. Für Nikolaos Kataphloron hielt Gregorios Antiochos nach dessen Tod die Grabrede.
Anstatt eine kirchliche oder literarische Laufbahn einzuschlagen, trat er bereits im jungen Alter in den kaiserlichen Verwaltungsapparat ein. In der 1180 gehaltenen Grabrede für Kaiser Manuel I. nennt er sich „Schreiber“ beziehungsweise „Sekretär“ (γραμματεύς); später scheint er vor allem als Richter aktiv gewesen zu sein. Das höchste Amt, das er erreichte, war anscheinend das des Groß-Droungarios (μέγας δρουγγάριος), wobei er als μέγας δρουγγάριος τῆς βίγλας für eine Wachtruppe, die Vigla (βίγλα), zuständig war. In einem Dokument aus dem Jahr 1196 ist für ihn der Ehrentitel des Protonobelissimohyperatos (πρωτονωβελισσιμοϋπέρτατος) bezeugt, eine Steigerung des Ehrentitels Nobilissimus. Sein weiterer Lebensweg und sein Todesdatum sind unbekannt. Er hatte mehrere Kinder, von denen das älteste ein Mönch wurde.

## Werke
Von Antiochos sind diverse Gelegenheitsschriften überliefert, die sich in Reden und Briefe einteilen lassen. Die acht bekannten Lobreden waren preisende (panegyrische) Ansprachen zu Ehren hochrangiger Persönlichkeiten. Zu den gepriesenen Personen gehören auch zwei Kaiser (Manuel I. und Isaak II.) sowie zwei Patriarchen von Konstantinopel (Lukas Chrysoberges und Basileios II. Kamateros). Die sieben erhaltenen Grabreden drücken in künstlerisch ausgefeilter Sprache die Trauer um den Tod bestimmter Personen aus, darunter Kaiser Manuel I., Gregorios’ Lehrer Nikolaos Kataphloron und Gregorios’ Vater Paulos Antiochos, für den er gleich drei aufeinander aufbauende Grabreden anfertigte. Die zwei bekannten Trostreden dienten als anspruchsvolle Form des Kondolenzschreibens. Die 18 erhaltenen Briefe des Gregorios Antiochos waren vielfach ebenfalls an hochstehende Persönlichkeiten seiner Zeit gerichtet. Vier der Texte richten sich an Gregorios’ Lehrer Eustathios von Thessalonike, drei an seinen Freund Demetrios Tornikes und zwei an seinen Lehrer Nikolaos Hagiotheodorites.
Die beiden frühesten erhaltenen Werke sind ein Brief an den Patriarchen Lukas Chrysoberges und eine Lobrede auf Chrysoberges. Beide lassen sich auf die Jahre nach 1157 eingrenzen. Der späteste nachweisbare Text des Gregorios Antiochos ist die Grabrede auf einen Despotes namens Andronikos Kontostephanos, der am 14. Januar 1199 starb.